# Agelas robusta
Agelas robusta är en svampdjursart som beskrevs av Gustavo Pulitzer-Finali 1982. Agelas robusta ingår i släktet Agelas och familjen Agelasidae. Inga underarter finns listade i Catalogue of Life.